# Steve Hoefer
Steven "Steve" Hoefer (Nacido en ?, California, Estados Unidos) es un director de cine estadounidense, conocido por sus direcciones en series de comedia, principalmente de Dan Schneider, como Zoey 101, Drake & Josh y iCarly.

## Carrera
Asistió a la Universidad del Pacífico (Entre 1981 y 1983, estudió de Teatro, Historia y Comunicaciones). Finalmente, se graduó de la Universidad de California del Sur en 1985.
En 1990 entró a la industria del Cine con el El Príncipe de Bel-Air, siendo asistente de producción en 21 episodios hasta 1992.
En los 90's, fue seguido de varios trabajos misceláneos en series exitosas como Todo eso y más, El show de Amanda, Aprendiendo a Vivir, etc. Sin embargo, en ninguno fue director.
Comenzada la década de los 2000, Todo eso y más le permitió su oportunidad de ser director de cine, donde se conoció su habilidad con la comedia, donde pudo dirigir 27 episodios entre 2000 y 2005.
Entre los 2000's, fue aceptado como director de las series de comedia de Dan Schneider (entre esos Zoey 101, iCarly y Victorious ) actualmente dirige game shakers